# Ignacius
Ignacius — рід вимерлих ссавців ранньої кайнозойської ери. Цей рід присутній у літописі скам'янілостей приблизно з 62–33 млн років тому. Найдавніші відомі екземпляри Ignacius походять з торреджонського періоду формації Форт-Юніон, штат Вайомінг, а найновіший відомий екземпляр Ignacius був знайдений у горах Медисін Поул (формація Чадрон) у Північній Дакоті. Ignacius є одним із десяти родів родини Paromomyidae, яке існувало впродовж приблизно 30 млн. років протягом епох палеоцену та еоцену. Аналіз посткраніальних скам’янілостей, проведений палеонтологами, свідчить про те, що члени родини Paromomyidae, включаючи рід Ignacius, швидше за все, мали пристосування до деревної природи.